# Pace Wetan
Pace Wetan is een bestuurslaag in het regentschap Nganjuk van de provincie Oost-Java, Indonesië. Pace Wetan telt 5016 inwoners (volkstelling 2010).